# Euphyia separata
Euphyia separata là một loài bướm đêm trong họ Geometridae.